# Fabrizio Bucciarelli
Fabrizio Bucciarelli (Modena, 1963) è un musicista e giornalista italiano.

## Biografia
Alla fine degli Anni '70, già appassionato di musica, si avvicina al movimento punk e fonda numerose band locali di musica alternativa, tenendo numerosi concerti, tra cui quello del Modena Rock, dove appare anche Vasco Rossi.
Dopo il servizio militare nei Granatieri di Sardegna, nel 1982, assieme a Enrico Sirotti, Luca Neri e Gianluca Artioli, muta il percorso sonoro degli Stigmathe, una delle più note formazioni di musica alternativa fino alla metà degli anni '80, che mischiava sonorità Punk a quelle Reggae su testi che descrivevano la rabbia e la frustrazione giovanile e sociale. Numerosi i concerti in tutta Italia e la produzione di vari singoli quali Suoni Puri dalla Libertà e Lo sguardo dei morti, presenti su numerose compilation in Italia e all'estero.
Terminata l'esperienza punk, nel 1987, assieme a Claudio Cavani, fonda gli ANUBI , formazione di Avant-garde metal, che rispetto agli Stigmathe propone sonorità meno aggressive, sempre su testi in italiano, più poetici e lirici. Numerosi i concerti così come le registrazioni che culminano con un Ep 12" di tre brani intitolato Notte e che comprende oltre alla title track anche Grande Spirito e Preghiera e un album in progetto dopo la partecipazioni alle selezioni di San Remo 1987. In seguito a numerosi cambi di formazione e differenti percorsi musicali, la band si scioglie alla fine del 1989. Negli anni novanta inizia una serie di produzioni di musica elettronica, e allo stesso tempo si fa conoscere come giornalista nel settore musicale, su magazine specializzati e riviste militari.

## Opere
- Sotto il segno del Drago
- Internet e musica
- New Age ed Esoterismo su Internet
- La casa discografica - Come orientarsi nel mondo della discografia
- I Signori di Thule-misteri e segreti del Nazionalsocialismo - Il Punto d'Incontro (2006)
- Io a Destra di me - Dialoghi con i giovani di Alleanza Nazionale - Vincenzo Grasso Editore (2007)
- Nazi Gay - Omosessuali al servizio di Hitler - Herald Editore
- Parola di Drago - mito, leggenda e nuove ipotesi
- Softair. Manuale tattico-sportivo - Edizioni Mediterranee (2013)
- Operazione Shadow Circus. La resistenza armata in Tibet 1952-1972 - Mattioli 1885 (2012)
- La casa discografica - Finanze & Lavoro